# Schloss Geretsdorf

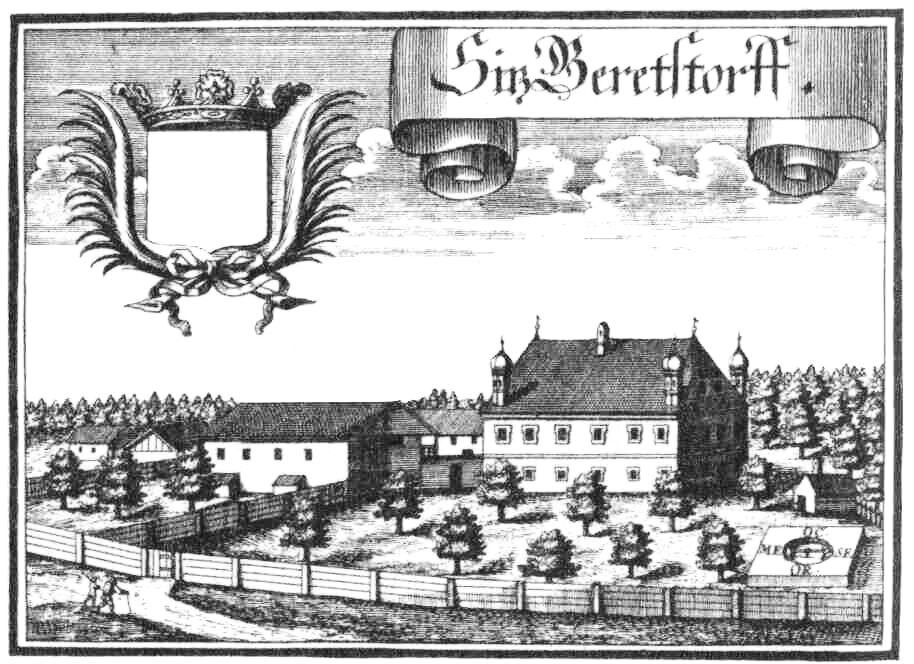
Schloss Geretsdorf nach einem Stich von Michael Wening von 1721

Das Schloss Geretsdorf befand sich im gleichnamigen Ortsteil der Gemeinde Burgkirchen im Bezirk Braunau.

## Geschichte
Schloss Geretsdorf war im 13. Jahrhundert als „Gehartsdorf“ beurkundet und gehörte mit seiner Hofmark als passauischer Besitz zum Pfleggericht Mauerkirchen. Die 1498 im Mannesstamm erloschenen Grans (Granse) von Uttendorf besaßen im 14. und 15. Jahrhundert ebenfalls die Herrschaft Geretsdorf, die von ihnen 1481 an die bayrischen Herzöge ging. 1562 war Geretsdorf im Besitz des Herzogs Albrecht von Bayern. Dieser verschenkte es wegen treuer Dienste an seinen Sekretär Georg Prandstetter und stattete Geretsdorf mit den Vorrechten eines adeligen Sitzes aus. Siebzig Jahre später wurde dem Sohn des Prandstetters (ebenfalls mit dem Vornamen Georg) das Gut vom Landrichter von Mauerkirchen, Hans Christoph Westaher, wegen einer Geldschuld aberkannt und am 25. Februar 1622 dessen Gläubiger Georg Lindauer überantwortet. Die nächsten Eigentümer waren die Wochner (Wuchner). Von den Wuchnerschen Erben 1674 kaufte Bartholomäus Strockenreif das Schloss Geretsdorf und das Gut Kollerberg. 1700 ließ Johann Christoff Ströckenroiff von Geretsdorf das Schloss und das Gut Kollerberg neu erbauen. 1727 werden die Freiherren von Freiberg als Besitzer genannt, 1779 gelangte es in den Besitz der Freiin von Rosenbusch. 1812 erwarb Franz Xaver Freiherr von Lerchenfeld den Besitz. Die letzten drei Familien waren gleichzeitig Besitzer von Schloss Spitzenberg. 1829 kaufte Phillipp Freiherr von Venningen, bereits Besitzer von Schloss Aspach, das Schloss Spitzenberg. Damit wurde 1830 auch das Schloss Geretsdorf mit Schloss Aspach vereinigt.

## Schloss Geretsdorf heute

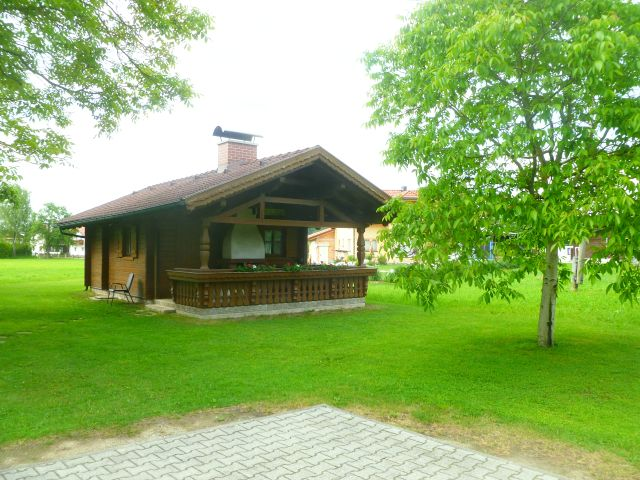
Wochenendhäuschen am Platz von Schloss Geretsdorf

Der einstige Schlossbau lag in einer Schleife der Mattig. Geretsdorf war kein Schloss im eigentlichen Sinn, sondern ein wenig wehrhafter Ansitz. In den letzten 200 Jahren verschwanden die auf dem Stich von Michael Wening noch zu sehenden Scharwachttürme und der Dachreiter. Übrig blieb ein einfacher zweigeschoßiger Bau mit einem Schopfwalmdach. Der Schlossgraben ist 1930 bei der Flussregulierung zugeschüttet worden. Zuletzt wurde das Schlossgebäude als Gasthaus benutzt.
Nach häufigem Besitzerwechsel erwarb Waldemar Bauer aus Franking den Ansitz bei einer Versteigerung am 3. September 1981. Nach einem Brand am 29. September 1983 wurde der er in den 90er Jahren des vorigen Jahrhunderts vollständig abgetragen. An seiner Stelle befindet sich nun eine Wiese mit einem Wochenendhäuschen, unter dem sich angeblich noch die Keller des Schlosses befinden sollen.